# John Martin (politico)
John Martin (Rhode Island, 1730 – Westward, gennaio 1786) è stato un politico statunitense, 16º governatore della Georgia.
Gli è dedicata la città di Martin, sempre in Georgia.

## Biografia

### Origini
Le origini di Martin sono piuttosto oscure, e si sa solo che nacque in Rhode Island nel 1730. Assieme al fratello James emigrò poi in Georgia nel 1767. All'inizio della guerra d'indipendenza americana si arruolò nell'esercito continentale, raggiungendo il grado di tenente colonnello.
Nel gennaio 1782, allo scadere del mandato di Nathan Brownson, venne eletto nuovo governatore della Georgia. Anche se non era particolarmente coinvolto in politica, l'Assemblea georgiana riconosceva i meriti militari di Martin ed era decisa ad affidare la guida dello Stato ad un individuo capace.

### Governatore della Georgia
Nonostante la guerra fosse quasi terminata, la Georgia era ancora in parte occupata dagli inglesi e devastata da gruppi di soldati e ribelli sbandati, e Martin decise di risolvere definitivamente il problema. Stilò delle liste di proscrizione contro i ribelli più violenti, mentre concesse un'amnistia ai lealisti e ai mercenari assiani che avessero deposto le armi. Inoltre collaborò col governatore della Florida britannica per sopprimere le bande di razziatori più problematiche e cercò la pace con i Creek, che periodicamente attaccavano i coloni.
Infine si dedicò alla liberazione di Savannah, capitale dello Stato occupata dagli inglesi fin dal 1778. L'ex-governatore coloniale James Wright, che aveva riguadagnato il controllo della Georgia, era nemico di Martin, e durante gli anni della riconquista inglese aveva tentato a tutti i costi di catturarlo, quindi per lui riprendere Savannah era un fattore personale oltre che strategico. A seguito della fine delle ostilità i britannici abbandonarono la città l'11 luglio 1782, e gli americani vi entrarono trionfalmente poco dopo. Già il 13 luglio l'Assemblea georgiana si riunì nella città liberata, e Martin divenne il primo governatore ad amministrare la Georgia nella sua interezza dalla dissoluzione del governo di John Houstoun tre anni e mezzo prima.
(Il governatore John Martin alla liberazione di Savannah, 1782.)

### Ultimi anni e morte
Allo scadere del suo mandato annuale venne sostituito dal padre fondatore Lyman Hall. Poco dopo venne nominato tesoriere statale, carica che mantenne fino al marzo del 1784, quando la salute declinante lo costrinse a ritirarsi dalla politica.
Morì neanche due anni dopo, nel gennaio 1786.